# Anders Christiansen (fodboldspiller)
 For alternative betydninger, se Anders Christiansen. (Se også artikler, som begynder med Anders Christiansen)
Anders Christiansen (også kaldet AC) (født 8. juni 1990) er en dansk fodboldspiller, der spiller i den svenske klub Malmö FF som midtbanespiller.  
Han har tidligere spillet i italienske Chievo og belgiske KAA Gent samt danske Lyngby BK og FC Nordsjælland. Han har tillige spillet på det danske A-landshold.  

## Karriere

### Lyngby BK
Han spillede to år i GVI, inden han drog til Lyngby Boldklub som 11 årig. Han fik sin debut mod Skive IK i 1. division. Han spillede i alt 60 ligakampe for Lyngby Boldklub og scorede 4 mål.

### FC Nordsjælland
Den 25. juli 2012 offentliggjorde FC Nordsjælland, at man havde købt Christiansen fri af hans kontrakt med Lyngby BK og indgået en fire-årig aftale med ham.

### Chievo Verona
Den 15. januar 2015 blev han solgt til Chievo Verona i den Italienske Serie A. Han havde dog svært ved at slå til på holdet og vænne sig til kulturen. Han fik kun fire kampe som indskifter for klubben.

### Malmö FF
Den 26. januar 2016 købte Malmø FF ham fri fra kontrakten i Chievo Verona, og han fik en treårig kontrakt. Den 2. april 2016, scorede han sit første mål for klubben, i en ligakamp mod IFK Norrköping.

### KAA Gent
I januar 2018 skrev Anders Christiansen under på en treårig kontrakt med den belgiske Pro League klub KAA Gent. 

### Malmö FF
Han skiftede tilbage til Malmö FF i 2018.

### Landshold
Anders Christiansen har spillet en række landskampe for ungdomslandsholdene. I december 2012 blev han af landstræner Morten Olsen udtaget til ligalandsholdets tur til USA i vinteren 2013. Han fik debut på A-landsholdet i en venskabskamp mod Rumænien 18. november 2014 og spillede et par kampe i foråret 2015. Han har ikke været helt ude af varmen, og i foråret 2021 tog Kasper Hjulmand ham med i truppen til EM-slutrunden 2020, og han fik spilletid i en af forberedelseskampene, da Danmark mødet Tyskland. Han fik ikke spilletid under selve slutrunden.

## Privatliv
Anders "AC" har tre søskende, hvor en af dem spiller på FC Nordsjællands U17 hold.